# Lycaenopsis gazora
Lycaenopsis gazora är en fjärilsart som beskrevs av Jean Baptiste Boisduval. Lycaenopsis gazora ingår i släktet Lycaenopsis och familjen juvelvingar. Inga underarter finns listade i Catalogue of Life.